# Oula, Gansu
Oula (kinesiska: 欧拉) är en köping i nordvästra Kina. Den ligger i Maqu härad i den autonoma prefekturen Gannan för tibetaner i provinsen Gansu, omkring 290 kilometer sydväst om provinshuvudstaden Lanzhou. Antalet invånare är 5 142. Befolkningen består av 2 370 kvinnor och 2 772 män. Barn under 15 år utgör 27,0 %, vuxna 15-64 år 66 %, och äldre över 65 år 5,0 %.